# 超音波

周波数による超音波の分類。画像上、緑の範囲内。

超音波（ちょうおんぱ、英語: ultrasound または ultrasonic）とは人間の耳には聞こえない高い振動数をもつ弾性振動波（音波）である。超音波は可聴域の音と物理的特徴は変わらず、人が聴くことができないというだけである。広義の意味では、人が聞くこと以外の目的で利用される音を意味し、人間に聞こえるかどうかは問わない。超音波はさまざまな分野で利用されている。

## 周波数範囲
超音波の周波数の下限に関する定義はいくつかあるが、1つは20kHz以上の音波とするものであり、例えば広辞苑では『超音波は振動数が毎秒2万ヘルツ以上で定常音として耳に感じない音』と定義されている。
なお、「人間が聞き取れない」周波数ではあるが、発声に関しては20kHzを超える音成分を発することができる人もいる。

一方、超音波の周波数の上限は特に規定されていないが、2007年現在の科学技術では数GHzまでの超音波が発生できるため、このあたりが実質的な上限といえるかもしれない。但し、周波数を高めても伝搬媒体とのインピーダンスが整合していなければキャビテーションが発生して伝搬できないので実用上の上限になる。逆にこの現象を利用して超音波洗浄機等に応用される。

## 用途

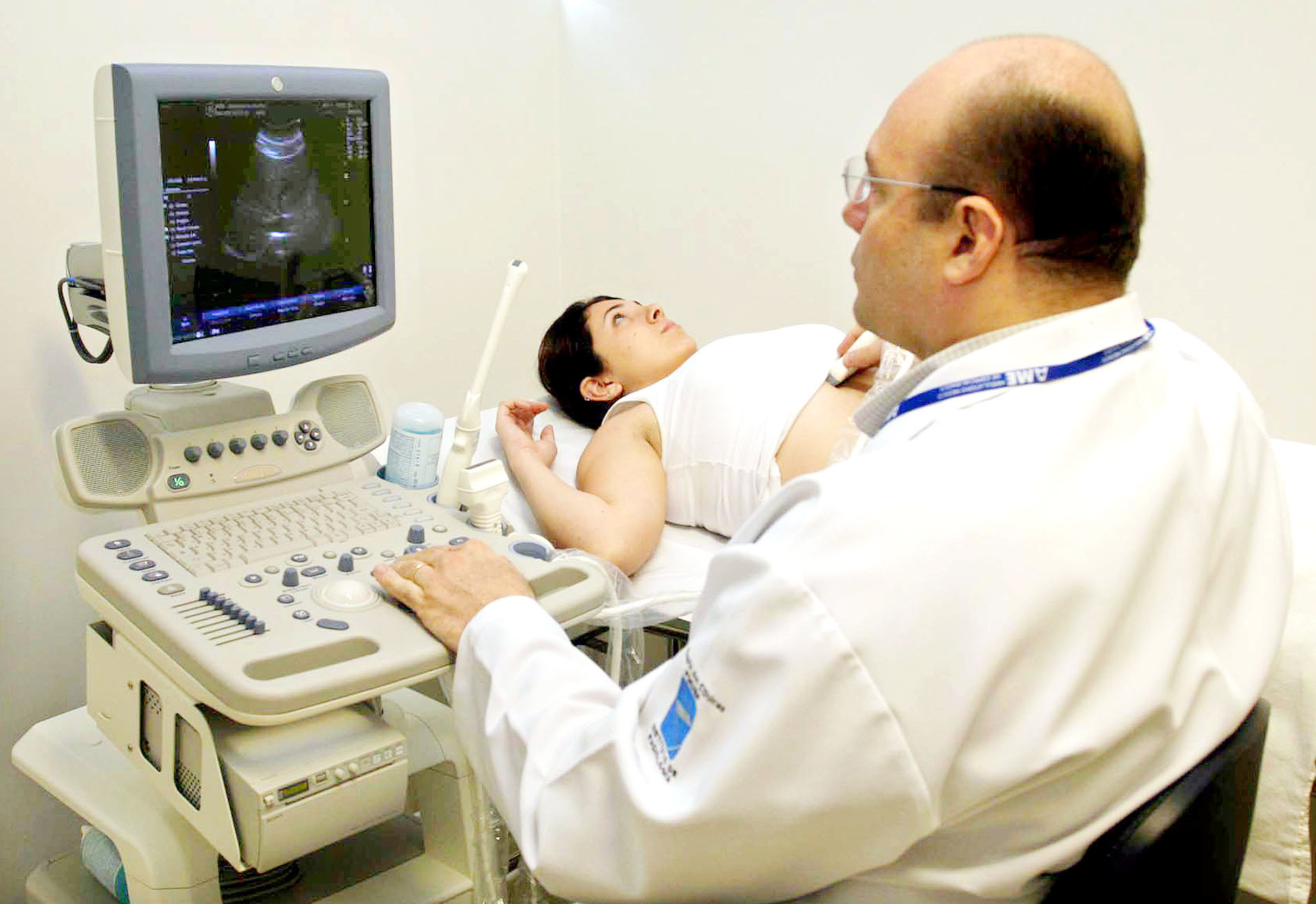
超音波検査

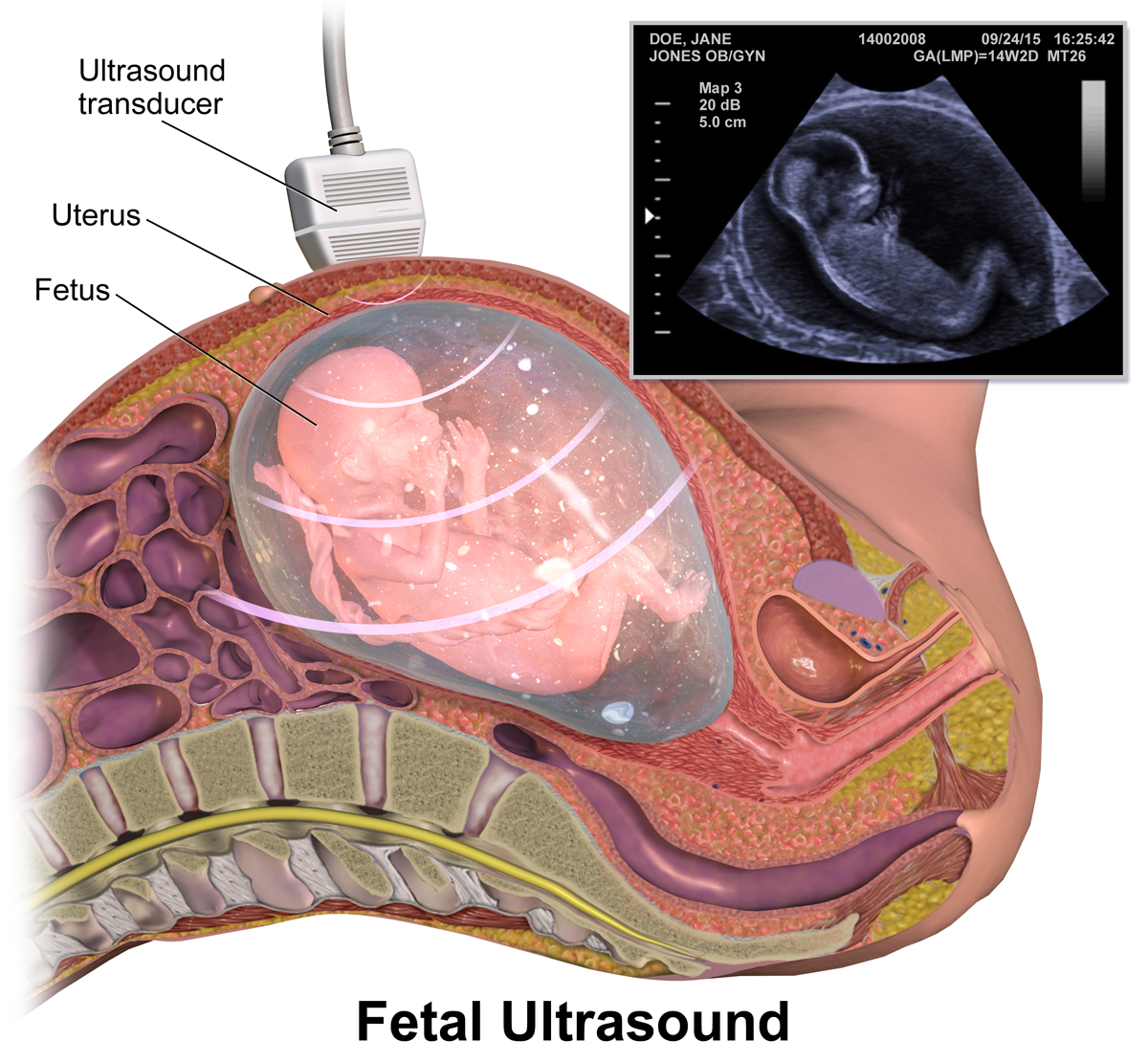
胎児の超音波スキャン

超音波は指向性が高くうまく使えば高分解能な探知に使える。また音圧を比較的容易に上げられるため静かなドリル・金属やプラスチックの加工にも用いられる。以下にさまざまな用途を挙げる。
情報的な利用
- 距離計（自動車周辺の障害物検出、超音波式車両感知器、積雪計など）
- 漏洩検査（ガス・水道などの配管のリークセンサ）
- 超音波厚さ計
- 超音波ボルト軸力計
- 非破壊検査装置（超音波探傷検査、レーザー超音波計測）
- 超音波検査（医療）

- 胎児超音波検査
- 腹部超音波検査
- 心臓超音波検査
- 頸部超音波検査
- 頸部血管超音波検査
- 乳房超音波検査
- 血管超音波検査
- 経膣超音波検査
- 運動器超音波検査
- 超音波内視鏡
- 気管支腔内超音波断層法

- ソナー（魚群探知機）
- 測深機（環境測定など）
- 超音波流速計
- 超音波式風速計
- 超音波映像装置（遠隔操作無人探査機ほか）
- 建築物の破壊音探知
- リモコンなどの通信
- 水中電話

動力的な利用
- 超音波洗浄機（メガネの洗浄など。超音波振動エネルギーにより洗浄）
- 超音波加工機（超音波カッター、ドリルのほか、金属やプラスチックの溶接・研磨など。超音波振動エネルギーを利用）
- 超音波モータ（小型化しやすいため、カメラ用レンズのAFやズームの制御や腕時計などに使われている）
- 高密度焦点式超音波治療法（集中超音波による前立腺癌・胆石・脳血栓の破壊・除去）
- 超音波骨折治療法
- 超音波スケーラー（歯石の除去）
- 超音波歯ブラシ
- 超音波加湿器
- 超音波霧化機（ネブライザなど）
- 超音波霧化分離装置（廃液の浄化や、薬液の分離・濃縮、エタノールや温泉成分の濃縮）
- 超音波アイロン
- 超音波ミシン
- 乳化凝固装置

その他の利用
- 特殊なスピーカー
- 骨伝導スピーカー
- 酒の熟成器
- 超音波治療（骨折治療など）

公正取引委員会は、超音波による「ダニ撃退」および「蚊よけ」をうたう商品について、効果が認められないとして排除命令を出した事がある。

## 超音波を利用する動物

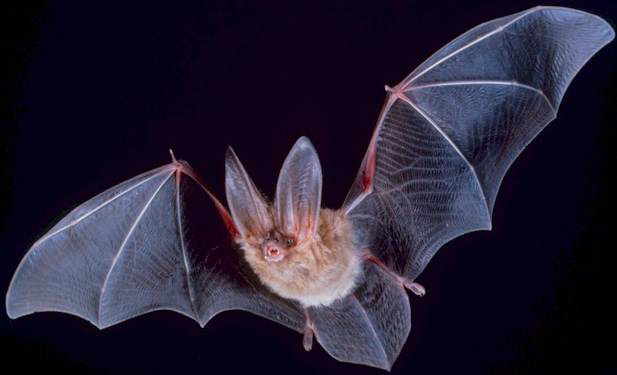
コウモリは超音波を利用して暗闇を移動する。

幾種かの動物（コウモリ、イルカなど）も生活に超音波を利用している。
コウモリは口から超音波を発し、反響定位を利用して、自分の位置やエサ（虫）の位置を知る。探知範囲は数十ｃｍから十数ｍまで変化すると言われている。
イルカは鼻腔で発した音波を頭部のメロンという脂肪組織で屈折・収束させ、指向性の高い音波の発信を行い、反響定位から自分の位置を知ったり、仲間との会話を行うと言われている。